# Melodifestivalen 2022
Das Melodifestivalen 2022 war der schwedische Vorentscheid für den Eurovision Song Contest 2022 in Turin (Italien). Es war die 62. Ausgabe des von der öffentlich-rechtlichen Fernsehgesellschaft Sveriges Television (SVT) veranstalteten Wettbewerbs. Cornelia Jakobs gewann mit dem Lied Hold Me Closer.

## Format

### Konzept
Erstmals seit 2015 wurde das Format vom Melodifestivalen stärker abgeändert. Es traten, wie zuvor auch, 28 Beiträge an, die auf vier Halbfinals verteilt wurden, sodass jeweils sieben Beiträge pro Halbfinale vorgestellt wurden. Die Zuschauer entschieden in zwei Abstimmungsrunden, wer sich für das Finale qualifizierte und wer im Semifinal nochmals antreten durfte. Im Halbfinale eins bis vier (Deltävling, dt. Wettbewerb) qualifizierten sich die ersten beiden Beiträge direkt für das Finale. Der Beitrag, der in der ersten Runde die meisten Stimmen erreicht hatte, qualifizierte sich direkt für das Finale. Die verbleibenden sechs Beiträge behielten in der zweiten Abstimmungsrunde ihre Stimmen aus der ersten Runde. Allerdings griff in der zweiten Abstimmungsrunde auch wieder das Punktesystem der Altersgruppen. Der Beitrag, der dann die meisten Punkte hatte, erreichte ebenso das Finale. Diejenigen Beiträge, die Platz drei und vier belegten, traten ein zweites Mal im Semifinal auf. Vorher qualifizierten sich diese Beiträge für die Andra Chansen-Runde, die 2022 aber abgeschafft wurde. Von nun ab gibt es das so genannte Semifinal. Dort wurden die acht Beiträge auf zwei Gruppen aufgeteilt, mit je vier Beiträgen. In jeder Gruppe qualifizierten sich die zwei Beiträge mit den meisten Zuschauerpunkten für das Finale. Dort traten dann 12 Beiträge an, wo der Sieger zu 50 % vom internationalen Juryvoting und zu 50 % vom Televoting bestimmt wurde.
2019 wurde ein neues Abstimmungssystem eingeführt, das 2022 auch wieder eingesetzt wurde. Dieses Mal allerdings in den Halbfinalen nur bei der zweiten Abstimmungsrunde.
| Altersgruppen:                                                                                        |
|  3–9 Jahre  10–15 Jahre  16–29 Jahre  30–44 Jahre  45–59 Jahre  60–74 Jahre  ab 75 Jahren  Televoting |

Im Halbfinale konnten dann je Gruppe 12, 10, 8, 5, 3 und 1 Punkt/e verteilt werden. Im Finale konnte dann jede Gruppe 12, 10, 8, 7, 6, 5, 4, 3, 2 und 1 Punkte/e verteilen. Um ein ausgeglichenes Verhältnis zu den internationalen Jurys im Finale zu haben, gab es insgesamt acht von ihnen. Denn auch je internationale Jury verteilte 12, 10, 8, 7, 6, 5, 4, 3, 2 und 1 Punkt/e. So blieb das System bestehen, dass im Halbfinale die Zuschauer das Ergebnis festlegen und im Finale zu 50 % die Zuschauer und zu 50 % eine internationale Jury den Sieger entscheiden.

### Sendungen
| Malmö |

| Göteborg |

| Linköping |

| Lidköping |

| Örnsköldsvik |

| Solna |

| Stockholm |

Am 27. August 2021 bestätigte die Produzentin der Sendung, Karin Gunnarsson, gegenüber Sveriges Radio P4, dass man für das Melodifestivalen 2022 wieder eine Tour in verschiedenen Orten Schwedens plane. Am 7. September 2021 wurde bestätigt, dass man 2022 wieder auf Tour gehen und Zuschauer zu den Sendungen zulassen möchte, sofern es die Pandemielage zulässt.
Am 14. Oktober 2021 gab SVT bekannt, dass die sechs Sendungen 2022 wieder mit Zuschauern stattfinden sollen. Tickets zu den Sendungen konnten seit dem 8. November 2021, 10:00 Uhr erworben werden, auf der Seite LiveNation.se. Durch die COVID-19-Lage und Restriktionen in Schweden, die u. a. eine Begrenzung von 500 Zuschauern bei Veranstaltungen vorsah, gab SVT am 14. Januar 2022 bekannt, dass wie im letzten Jahr wieder aus einem Studio oder einem ähnlichen Austragungsort aus Stockholm gesendet werden soll.
Am 25. Januar 2022 wurde bekannt gegeben, dass das erste Halbfinale in der Avicii Arena in Stockholm mit 500 Zuschauern stattfinden wird. Es war das erste Mal seit 2012, dass Melodifestivalen wieder in der Arena stattfand. Zuvor war die Arena Austragungsort der Finale von 2002 bis 2012. Am 4. Februar 2022 wurde dann bekannt, dass Halbfinale 1 bis 3 in der Avicii Arena stattfinden werden. Halbfinale 4, das Semi-Final und das Finale finden dann in der Friends Arena statt. Damit richtete die Friends Arena zum ersten Mal seit zwei Jahren wieder das Finale aus. Ebenso wurde damit das erste Mal ein Halbfinale und das Semi-Final in der Friends Arena ausgetragen. Ebenso wurde von der schwedischen Regierung beschlossen, dass alle Restriktionen zur Eindämmung der COVID-19-Pandemie am 9. Februar 2022 aufgegeben werden. Dementsprechend wurden, außer der ersten Sendung mit nur 500 Zuschauern, alle verbleibenden fünf Sendungen mit vollem Publikum in der Avicii Arena und in der Friends Arena ausgetragen.
| Sendung      | Sendedatum       | Ursprüngliche Stadt | Ursprünglicher Austragungsort | Stadt     | Austragungsort | Zuschauer (Gesamt) | Zuschauer (SVT1) | Zuschauer (SVT Play) | Marktanteil | Zuschauerstimmen (Televoting & App) | Anzahl der Votings |
| ------------ | ---------------- | ------------------- | ----------------------------- | --------- | -------------- | ------------------ | ---------------- | -------------------- | ----------- | ----------------------------------- | ------------------ |
| Deltävling 1 | 5. Februar 2022  | Malmö               | Malmö Arena                   | Stockholm | Avicii Arena   | 3.135.000          | 2.890.626        | 244.374              | 75,7 %      | 207.996                             | 92.275             |
| Deltävling 2 | 12. Februar 2022 | Göteborg            | Scandinavium                  | Stockholm | Avicii Arena   | 2.845.000          | 2 598 551        | 246.449              | 74,6 %      | 10.514.804                          | 541.541            |
| Deltävling 3 | 19. Februar 2022 | Linköping           | Saab Arena                    | Stockholm | Avicii Arena   | 2.958.000          | 2 673 349        | 284.651              | 75,0 %      | 9.485.644                           | 556.791            |
| Deltävling 4 | 26. Februar 2022 | Lidköping           | Sparbanken Arena              | Solna     | Friends Arena  | 2.778.000          | 2 569 850        | 208.150              | 73,2 %      | 8.423.843                           | 534.683            |
| Semifinal    | 5. März 2022     | Örnsköldsvik        | Hägglunds Arena               | Solna     | Friends Arena  | 2.540.000          | 2 326 607        | 213.393              | 72,5 %      | 6.415.609                           | 584.876            |
| Finalen      | 12. März 2022    | Solna               | Friends Arena                 | Solna     | Friends Arena  | 3.289.000          | 3 001 688        | 287.312              | 75,7 %      | 22.447.671                          | 1.088.043          |
| Gesamt       |                  |                     |                               |           |                |                    |                  |                      |             |                                     |                    |

### Moderation
Am 7. September 2021 gab SVT bekannt, dass Oscar Zia als Moderator durch die Sendungen führen wird. Zia nahm 2013 als Hintergrundsänger teil und trat 2014 sowie 2016 selbst als Solokünstler in Erscheinung. 2021 moderierte er bereits das Melodifestivalen, als er zusammen mit Christer Björkman und Anis Don Demina das zweite Halbfinale moderierte. Farah Abadi moderierte an seiner Seite im Greenroom.

### Beitragswahl
Vom 27. August bis zum 17. September 2021, 11:59 Uhr hatten Komponisten die Gelegenheit, einen Beitrag beim schwedischen Fernsehen SVT einzureichen. Insgesamt 2530 Lieder wurden eingereicht, also etwa 200 weniger als im Vorjahr. Von diesen wurden 28 Beiträge ausgewählt. Die Auswahl erfolgte nach folgendem Auswahlprozess:
- 14 Beiträge wurden aus allen eingereichten Beiträgen ausgewählt.
- 14 Beiträge wurden auf Einladung von SVT ausgewählt.

Anders als in den Vorjahren wird seit 2022 kein Beitrag mehr über den P4 Nästa Wettbewerb ausgewählt. Trotzdem mussten mindestens 50 % aller Beiträge von weiblichen Komponistinnen mitgeschrieben werden.

## Teilnehmer
Am 26. November 2021 gab SVT die ersten 14 Teilnehmer bekannt. Die restlichen 14 Teilnehmer wurden am 1. Dezember 2021 präsentiert.

### Zurückkehrende Interpreten
Von den 28 Interpreten waren 16 Rückkehrer zum Wettbewerb. Bemerkenswert ist die Teilnahme von Linda Bengzing, welche bereits zum achten Mal teilnahm.
Mit Anna Bergendahl, John Lundvik und Robin Bengtsson kehrten zudem drei ehemalige Sieger des Melodifestivalen zurück.
| Interpret                             | Vorheriges Teilnahmejahr                          |
| ------------------------------------- | ------------------------------------------------- |
| Alvaro Estrella                       | 2014, 2020 (zusammen mit Méndez), 2021            |
| Anna Bergendahl                       | 2010, 2019, 2020                                  |
| Cornelia Jakobs                       | 2011 & 2012 (als Teil der Gruppe Love Generation) |
| Danne Stråhed                         | 1992 (als Teil der Gruppe Wizex)                  |
| Faith Kakembo                         | 2020                                              |
| John Lundvik                          | 2018, 2019                                        |
| Klara Hammarström                     | 2020, 2021                                        |
| Liamoo                                | 2018, 2019                                        |
| Lillasyster                           | 2021                                              |
| Linda Bengzing                        | 2005, 2006, 2008, 2011, 2014, 2016, 2020          |
| Lisa Ajax                             | 2016, 2017, 2019                                  |
| Lisa Miskovsky                        | 2012                                              |
| Malou Prytz                           | 2019, 2020                                        |
| Omar Rudberg                          | 2017 (als Teil der Gruppe FO&O), 2019             |
| Robin Bengtsson                       | 2016, 2017, 2020                                  |
| Sami Rekik (als Teil des Duos Medina) | 2021                                              |
| Shirley Clamp                         | 2003, 2004, 2005, 2009, 2011, 2014                |

*Fett-markierte Teilnahmejahre stehen für Sieger des Melodifestivalen.

## Halbfinale

### Erstes Halbfinale

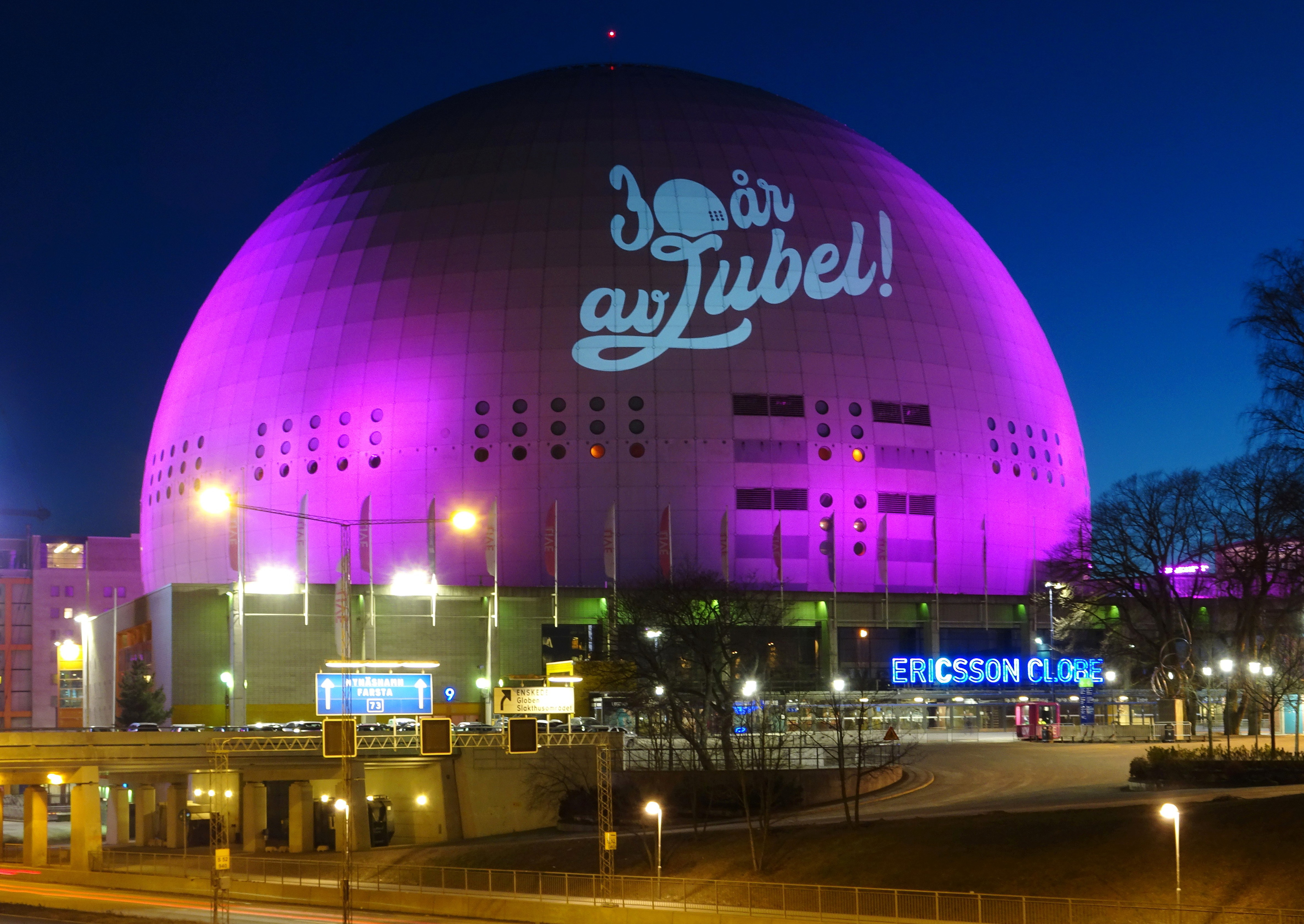
Avicii Arena

Das erste Halbfinale (Deltävling 1) fand am 5. Februar 2022, 20:00 Uhr (MEZ) in der Avicii Arena in Stockholm statt. Während der Sendung brach die App der Sendung zusammen, so dass über die ganze Sendung nur Stimmen über das Televoting eingehen konnten. Darüber hinaus trat Eric Saade als Pausenfüller mit einem Medley seiner vier Melodifestivalen-Beiträge auf. Wegen dieser Beiträge und seiner Moderation im Jahre 2019 wurde er in die Hall Of Fame vom Melodifestivalen aufgenommen. Die dazugehörige Trophäe bekam er vom Moderator Oscar Zia überreicht.
Insgesamt 207.996 Telefongeräte beteiligten sich an der Abstimmung. Robin Bengtsson konnte sich zum vierten Mal in Folge für das Finale qualifizieren und zählt damit zu den wenigen Interpreten, die dies bereits im Melodifestivalen geschafft haben.
| Platz | Startnr. | Interpret       | Lied Musik (M) und Text (T)                                                                                | Sprache            | Übersetzung (inoffiziell) | Zuschauerstimmen (Televoting & App) | Zuschauerstimmen (Televoting & App) | Zuschauerstimmen (Televoting & App) | Zuschauerstimmen (Televoting & App) | Zuschauerstimmen (Televoting & App) | Bild  |
| Platz | Startnr. | Interpret       | Lied Musik (M) und Text (T)                                                                                | Sprache            | Übersetzung (inoffiziell) | Stimmen (Erste Runde)               | Stimmen (Zweite Runde)              | Stimmen (Gesamt)                    | %                                   | Punkte                              | Bild  |
| ----- | -------- | --------------- | --- | ------------------ | ------------------------- | ----------------------------------- | ----------------------------------- | ----------------------------------- | ----------------------------------- | ----------------------------------- | ----- |
| 1.    | 6        | Cornelia Jakobs | Hold Me Closer M/T: Isa Molin, David Zandén, Cornelia Jakobsdotter                                         | Englisch           | Halte mich fester         | 57.790                              | Beitrag nicht in zweiter Runde      | Beitrag nicht in zweiter Runde      | Beitrag nicht in zweiter Runde      | Beitrag nicht in zweiter Runde      |       |
| 2.    | 7        | Robin Bengtsson | Innocent Love M/T: David Lindgren Zacharias, Victor Sjöström, Victor Crone, Viktor Broberg, Sebastian Atas | Englisch           | Unschuldige Liebe         | 27.167                              | 12.743                              | 39.910                              | 26,6 %                              | 12                                  |       |
| 3.    | 5        | Danne Stråhed   | Hallabaloo M/T: Danne Stråhed, Fredrik Andersson, Erik Stenhammar                                          | Schwedisch         | –                         | 22.611                              | 07.827                              | 30.438                              | 20,3 %                              | 10                                  |       |
| 4.    | 2        | Theoz           | Som du vill M/T: Tobias Lundgren, Axel Schylström, Tim Larsson, Elize Ryd, Jimmy „Joker“ Thörnfeldt        | Schwedisch         | Wie du möchtest           | 18.593                              | 07.119                              | 25.712                              | 17,1 %                              | 8                                   | Theoz |
| 5.    | 4        | Omar Rudberg    | Moving Like That M/T: Omar Rudberg, Gustav Blomberg, Amanda Kongshaug, Kristin Marie                       | Englisch, Spanisch | Es so bewegen             | 15.034                              | 06.143                              | 21.177                              | 14,1 %                              | 5                                   |       |
| 6.    | 3        | Shirley Clamp   | Let There Be Angels M/T: Mats Tärnfors, Pelle Nylén, Shirley Clamp, Jakob Skarin                           | Englisch           | Lass dort Engel sein      | 12.290                              | 04.606                              | 16.896                              | 11,2 %                              | 3                                   |       |
| 7.    | 1        | Malou Prytz     | Bananas M/T: Alice Gernandt, Jimmy „Joker“ Thörnfeldt, Joy Deb, Linnea Deb                                 | Englisch           | Bananen                   | 11.666                              | 4.407                               | 16.073                              | 10,7 %                              | 1                                   |       |

 Kandidat hat sich für das Finale qualifiziert.
 Kandidat hat sich für das Semifinal qualifiziert.
| Startnr. | Interpret       | 3–9 Jahre | 3–9 Jahre | 10–15 Jahre | 10–15 Jahre | 16–29 Jahre | 16–29 Jahre | 30–44 Jahre | 30–44 Jahre | 45–59 Jahre | 45–59 Jahre | 60–74 Jahre | 60–74 Jahre | ab 75 Jahren | ab 75 Jahren | Televoting | Televoting | Gesamt | Platz |
| Startnr. | Interpret       | Platz | Punkte | Platz | Punkte | Platz | Punkte | Platz | Punkte | Platz | Punkte | Platz | Punkte | Platz | Punkte | Platz      | Punkte     | Gesamt | Platz |
| -------- | --------------- | --- | --- | --- | --- | --- | --- | --- | --- | --- | --- | --- | --- | --- | --- | ---------- | ---------- | ------ | ----- |
| 1        | Malou Prytz     | Wegen eines technischen Problems der App musste SVT nach 20 Minuten bekanntgeben, dass nur das Televoting gewertet werden kann. | Wegen eines technischen Problems der App musste SVT nach 20 Minuten bekanntgeben, dass nur das Televoting gewertet werden kann. | Wegen eines technischen Problems der App musste SVT nach 20 Minuten bekanntgeben, dass nur das Televoting gewertet werden kann. | Wegen eines technischen Problems der App musste SVT nach 20 Minuten bekanntgeben, dass nur das Televoting gewertet werden kann. | Wegen eines technischen Problems der App musste SVT nach 20 Minuten bekanntgeben, dass nur das Televoting gewertet werden kann. | Wegen eines technischen Problems der App musste SVT nach 20 Minuten bekanntgeben, dass nur das Televoting gewertet werden kann. | Wegen eines technischen Problems der App musste SVT nach 20 Minuten bekanntgeben, dass nur das Televoting gewertet werden kann. | Wegen eines technischen Problems der App musste SVT nach 20 Minuten bekanntgeben, dass nur das Televoting gewertet werden kann. | Wegen eines technischen Problems der App musste SVT nach 20 Minuten bekanntgeben, dass nur das Televoting gewertet werden kann. | Wegen eines technischen Problems der App musste SVT nach 20 Minuten bekanntgeben, dass nur das Televoting gewertet werden kann. | Wegen eines technischen Problems der App musste SVT nach 20 Minuten bekanntgeben, dass nur das Televoting gewertet werden kann. | Wegen eines technischen Problems der App musste SVT nach 20 Minuten bekanntgeben, dass nur das Televoting gewertet werden kann. | Wegen eines technischen Problems der App musste SVT nach 20 Minuten bekanntgeben, dass nur das Televoting gewertet werden kann. | Wegen eines technischen Problems der App musste SVT nach 20 Minuten bekanntgeben, dass nur das Televoting gewertet werden kann. | 6.         | 1          | 1      | 7.    |
| 2        | Theoz           | Wegen eines technischen Problems der App musste SVT nach 20 Minuten bekanntgeben, dass nur das Televoting gewertet werden kann. | Wegen eines technischen Problems der App musste SVT nach 20 Minuten bekanntgeben, dass nur das Televoting gewertet werden kann. | Wegen eines technischen Problems der App musste SVT nach 20 Minuten bekanntgeben, dass nur das Televoting gewertet werden kann. | Wegen eines technischen Problems der App musste SVT nach 20 Minuten bekanntgeben, dass nur das Televoting gewertet werden kann. | Wegen eines technischen Problems der App musste SVT nach 20 Minuten bekanntgeben, dass nur das Televoting gewertet werden kann. | Wegen eines technischen Problems der App musste SVT nach 20 Minuten bekanntgeben, dass nur das Televoting gewertet werden kann. | Wegen eines technischen Problems der App musste SVT nach 20 Minuten bekanntgeben, dass nur das Televoting gewertet werden kann. | Wegen eines technischen Problems der App musste SVT nach 20 Minuten bekanntgeben, dass nur das Televoting gewertet werden kann. | Wegen eines technischen Problems der App musste SVT nach 20 Minuten bekanntgeben, dass nur das Televoting gewertet werden kann. | Wegen eines technischen Problems der App musste SVT nach 20 Minuten bekanntgeben, dass nur das Televoting gewertet werden kann. | Wegen eines technischen Problems der App musste SVT nach 20 Minuten bekanntgeben, dass nur das Televoting gewertet werden kann. | Wegen eines technischen Problems der App musste SVT nach 20 Minuten bekanntgeben, dass nur das Televoting gewertet werden kann. | Wegen eines technischen Problems der App musste SVT nach 20 Minuten bekanntgeben, dass nur das Televoting gewertet werden kann. | Wegen eines technischen Problems der App musste SVT nach 20 Minuten bekanntgeben, dass nur das Televoting gewertet werden kann. | 3.         | 8          | 8      | 4.    |
| 3        | Shirley Clamp   | Wegen eines technischen Problems der App musste SVT nach 20 Minuten bekanntgeben, dass nur das Televoting gewertet werden kann. | Wegen eines technischen Problems der App musste SVT nach 20 Minuten bekanntgeben, dass nur das Televoting gewertet werden kann. | Wegen eines technischen Problems der App musste SVT nach 20 Minuten bekanntgeben, dass nur das Televoting gewertet werden kann. | Wegen eines technischen Problems der App musste SVT nach 20 Minuten bekanntgeben, dass nur das Televoting gewertet werden kann. | Wegen eines technischen Problems der App musste SVT nach 20 Minuten bekanntgeben, dass nur das Televoting gewertet werden kann. | Wegen eines technischen Problems der App musste SVT nach 20 Minuten bekanntgeben, dass nur das Televoting gewertet werden kann. | Wegen eines technischen Problems der App musste SVT nach 20 Minuten bekanntgeben, dass nur das Televoting gewertet werden kann. | Wegen eines technischen Problems der App musste SVT nach 20 Minuten bekanntgeben, dass nur das Televoting gewertet werden kann. | Wegen eines technischen Problems der App musste SVT nach 20 Minuten bekanntgeben, dass nur das Televoting gewertet werden kann. | Wegen eines technischen Problems der App musste SVT nach 20 Minuten bekanntgeben, dass nur das Televoting gewertet werden kann. | Wegen eines technischen Problems der App musste SVT nach 20 Minuten bekanntgeben, dass nur das Televoting gewertet werden kann. | Wegen eines technischen Problems der App musste SVT nach 20 Minuten bekanntgeben, dass nur das Televoting gewertet werden kann. | Wegen eines technischen Problems der App musste SVT nach 20 Minuten bekanntgeben, dass nur das Televoting gewertet werden kann. | Wegen eines technischen Problems der App musste SVT nach 20 Minuten bekanntgeben, dass nur das Televoting gewertet werden kann. | 5.         | 3          | 3      | 6.    |
| 4        | Omar Rudberg    | Wegen eines technischen Problems der App musste SVT nach 20 Minuten bekanntgeben, dass nur das Televoting gewertet werden kann. | Wegen eines technischen Problems der App musste SVT nach 20 Minuten bekanntgeben, dass nur das Televoting gewertet werden kann. | Wegen eines technischen Problems der App musste SVT nach 20 Minuten bekanntgeben, dass nur das Televoting gewertet werden kann. | Wegen eines technischen Problems der App musste SVT nach 20 Minuten bekanntgeben, dass nur das Televoting gewertet werden kann. | Wegen eines technischen Problems der App musste SVT nach 20 Minuten bekanntgeben, dass nur das Televoting gewertet werden kann. | Wegen eines technischen Problems der App musste SVT nach 20 Minuten bekanntgeben, dass nur das Televoting gewertet werden kann. | Wegen eines technischen Problems der App musste SVT nach 20 Minuten bekanntgeben, dass nur das Televoting gewertet werden kann. | Wegen eines technischen Problems der App musste SVT nach 20 Minuten bekanntgeben, dass nur das Televoting gewertet werden kann. | Wegen eines technischen Problems der App musste SVT nach 20 Minuten bekanntgeben, dass nur das Televoting gewertet werden kann. | Wegen eines technischen Problems der App musste SVT nach 20 Minuten bekanntgeben, dass nur das Televoting gewertet werden kann. | Wegen eines technischen Problems der App musste SVT nach 20 Minuten bekanntgeben, dass nur das Televoting gewertet werden kann. | Wegen eines technischen Problems der App musste SVT nach 20 Minuten bekanntgeben, dass nur das Televoting gewertet werden kann. | Wegen eines technischen Problems der App musste SVT nach 20 Minuten bekanntgeben, dass nur das Televoting gewertet werden kann. | Wegen eines technischen Problems der App musste SVT nach 20 Minuten bekanntgeben, dass nur das Televoting gewertet werden kann. | 4.         | 5          | 5      | 5.    |
| 5        | Danne Stråhed   | Wegen eines technischen Problems der App musste SVT nach 20 Minuten bekanntgeben, dass nur das Televoting gewertet werden kann. | Wegen eines technischen Problems der App musste SVT nach 20 Minuten bekanntgeben, dass nur das Televoting gewertet werden kann. | Wegen eines technischen Problems der App musste SVT nach 20 Minuten bekanntgeben, dass nur das Televoting gewertet werden kann. | Wegen eines technischen Problems der App musste SVT nach 20 Minuten bekanntgeben, dass nur das Televoting gewertet werden kann. | Wegen eines technischen Problems der App musste SVT nach 20 Minuten bekanntgeben, dass nur das Televoting gewertet werden kann. | Wegen eines technischen Problems der App musste SVT nach 20 Minuten bekanntgeben, dass nur das Televoting gewertet werden kann. | Wegen eines technischen Problems der App musste SVT nach 20 Minuten bekanntgeben, dass nur das Televoting gewertet werden kann. | Wegen eines technischen Problems der App musste SVT nach 20 Minuten bekanntgeben, dass nur das Televoting gewertet werden kann. | Wegen eines technischen Problems der App musste SVT nach 20 Minuten bekanntgeben, dass nur das Televoting gewertet werden kann. | Wegen eines technischen Problems der App musste SVT nach 20 Minuten bekanntgeben, dass nur das Televoting gewertet werden kann. | Wegen eines technischen Problems der App musste SVT nach 20 Minuten bekanntgeben, dass nur das Televoting gewertet werden kann. | Wegen eines technischen Problems der App musste SVT nach 20 Minuten bekanntgeben, dass nur das Televoting gewertet werden kann. | Wegen eines technischen Problems der App musste SVT nach 20 Minuten bekanntgeben, dass nur das Televoting gewertet werden kann. | Wegen eines technischen Problems der App musste SVT nach 20 Minuten bekanntgeben, dass nur das Televoting gewertet werden kann. | 2.         | 10         | 10     | 3.    |
| 6        | Cornelia Jakobs | Wegen eines technischen Problems der App musste SVT nach 20 Minuten bekanntgeben, dass nur das Televoting gewertet werden kann. | Wegen eines technischen Problems der App musste SVT nach 20 Minuten bekanntgeben, dass nur das Televoting gewertet werden kann. | Wegen eines technischen Problems der App musste SVT nach 20 Minuten bekanntgeben, dass nur das Televoting gewertet werden kann. | Wegen eines technischen Problems der App musste SVT nach 20 Minuten bekanntgeben, dass nur das Televoting gewertet werden kann. | Wegen eines technischen Problems der App musste SVT nach 20 Minuten bekanntgeben, dass nur das Televoting gewertet werden kann. | Wegen eines technischen Problems der App musste SVT nach 20 Minuten bekanntgeben, dass nur das Televoting gewertet werden kann. | Wegen eines technischen Problems der App musste SVT nach 20 Minuten bekanntgeben, dass nur das Televoting gewertet werden kann. | Wegen eines technischen Problems der App musste SVT nach 20 Minuten bekanntgeben, dass nur das Televoting gewertet werden kann. | Wegen eines technischen Problems der App musste SVT nach 20 Minuten bekanntgeben, dass nur das Televoting gewertet werden kann. | Wegen eines technischen Problems der App musste SVT nach 20 Minuten bekanntgeben, dass nur das Televoting gewertet werden kann. | Wegen eines technischen Problems der App musste SVT nach 20 Minuten bekanntgeben, dass nur das Televoting gewertet werden kann. | Wegen eines technischen Problems der App musste SVT nach 20 Minuten bekanntgeben, dass nur das Televoting gewertet werden kann. | Wegen eines technischen Problems der App musste SVT nach 20 Minuten bekanntgeben, dass nur das Televoting gewertet werden kann. | Wegen eines technischen Problems der App musste SVT nach 20 Minuten bekanntgeben, dass nur das Televoting gewertet werden kann. |            |            | –      | 1.    |
| 7        | Robin Bengtsson | Wegen eines technischen Problems der App musste SVT nach 20 Minuten bekanntgeben, dass nur das Televoting gewertet werden kann. | Wegen eines technischen Problems der App musste SVT nach 20 Minuten bekanntgeben, dass nur das Televoting gewertet werden kann. | Wegen eines technischen Problems der App musste SVT nach 20 Minuten bekanntgeben, dass nur das Televoting gewertet werden kann. | Wegen eines technischen Problems der App musste SVT nach 20 Minuten bekanntgeben, dass nur das Televoting gewertet werden kann. | Wegen eines technischen Problems der App musste SVT nach 20 Minuten bekanntgeben, dass nur das Televoting gewertet werden kann. | Wegen eines technischen Problems der App musste SVT nach 20 Minuten bekanntgeben, dass nur das Televoting gewertet werden kann. | Wegen eines technischen Problems der App musste SVT nach 20 Minuten bekanntgeben, dass nur das Televoting gewertet werden kann. | Wegen eines technischen Problems der App musste SVT nach 20 Minuten bekanntgeben, dass nur das Televoting gewertet werden kann. | Wegen eines technischen Problems der App musste SVT nach 20 Minuten bekanntgeben, dass nur das Televoting gewertet werden kann. | Wegen eines technischen Problems der App musste SVT nach 20 Minuten bekanntgeben, dass nur das Televoting gewertet werden kann. | Wegen eines technischen Problems der App musste SVT nach 20 Minuten bekanntgeben, dass nur das Televoting gewertet werden kann. | Wegen eines technischen Problems der App musste SVT nach 20 Minuten bekanntgeben, dass nur das Televoting gewertet werden kann. | Wegen eines technischen Problems der App musste SVT nach 20 Minuten bekanntgeben, dass nur das Televoting gewertet werden kann. | Wegen eines technischen Problems der App musste SVT nach 20 Minuten bekanntgeben, dass nur das Televoting gewertet werden kann. | 1.         | 12         | 12     | 2.    |

### Zweites Halbfinale

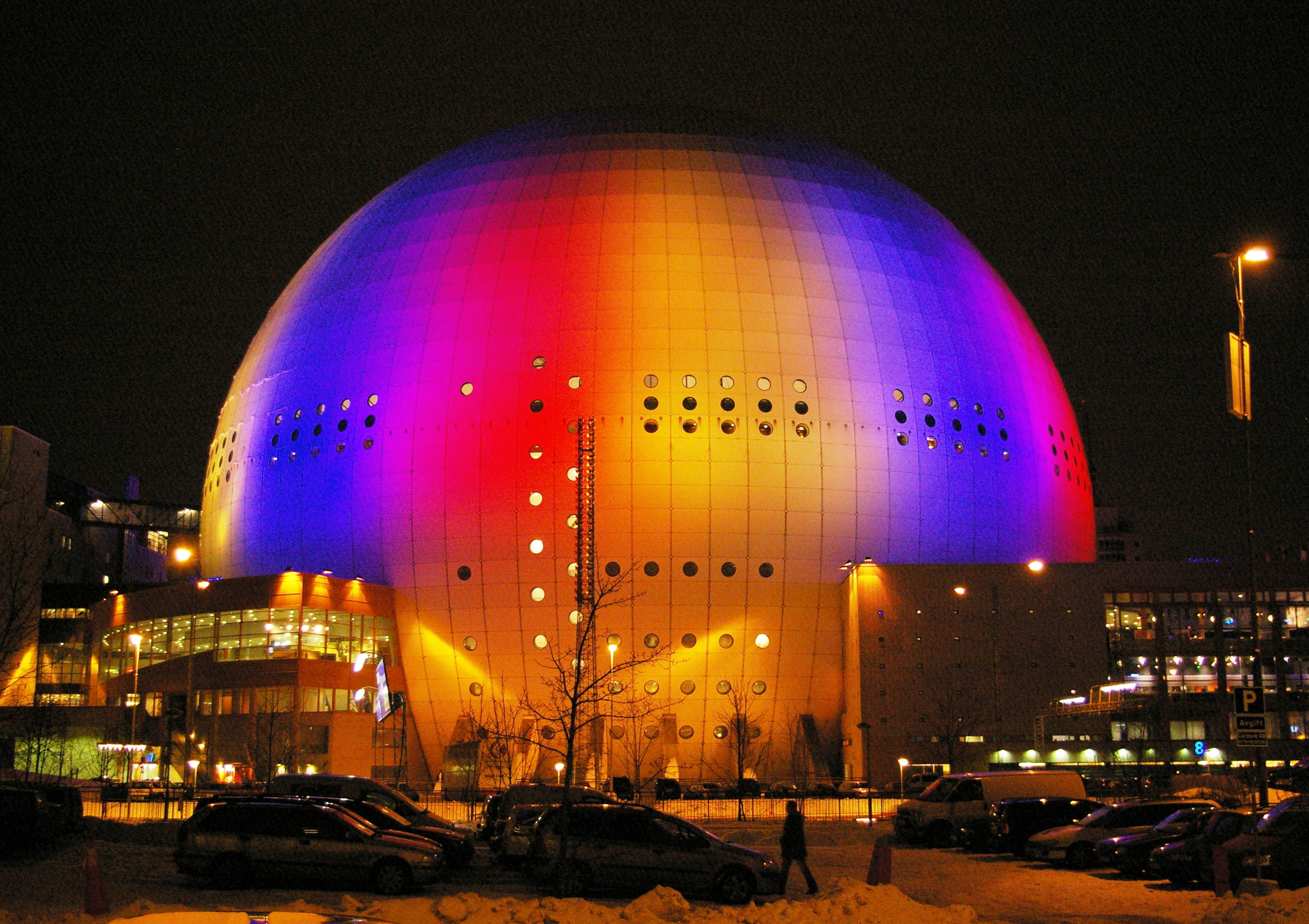
Avicii Arena

Das zweite Halbfinale (Deltävling 2) fand am 12. Februar 2022, 20:00 Uhr (MEZ) in der Avicii Arena in Stockholm statt. Im Gegensatz zum ersten Halbfinale funktionierte in dieser Sendung wieder die App, so dass darüber auch wieder abgestimmt werden konnte. Neben Moderator Oscar Zia übernahm auch die zweimalige Melodifestivalen-Teilnehmerin Eva Rydberg Teile der Moderation. Zusammen mit Zia eröffnete sie die Sendung und trat als Pausenfüller zusammen mit Ewa Roos auf. Dort trugen beide ihren letztjährigen Melodifestivalen-Titel Rema Rama Ding Dong vor, allerdings als Remix und gesungen auf Englisch, Schwedisch, Deutsch, Chinesisch und Finnisch.
Insgesamt 541.541 Telefongeräte beteiligten sich an der Abstimmung und damit deutlich mehr als im ersten Halbfinale.
| Platz | Startnr. | Interpret           | Lied Musik (M) und Text (T)                                                                                          | Sprache            | Übersetzung (inoffiziell)        | Zuschauerstimmen (Televoting & App) | Zuschauerstimmen (Televoting & App) | Zuschauerstimmen (Televoting & App) | Zuschauerstimmen (Televoting & App) | Zuschauerstimmen (Televoting & App) | Bild |
| Platz | Startnr. | Interpret           | Lied Musik (M) und Text (T)                                                                                          | Sprache            | Übersetzung (inoffiziell)        | Stimmen (Erste Runde)               | Stimmen (Zweite Runde)              | Stimmen (Gesamt)                    | %                                   | Punkte                              | Bild |
| ----- | -------- | ------------------- | --- | ------------------ | -------------------------------- | ----------------------------------- | ----------------------------------- | ----------------------------------- | ----------------------------------- | ----------------------------------- | ---- |
| 1.    | 1        | Liamoo              | Bluffin M/T: Jimmy „Joker“ Thörnfeldt, Sami Rekik, Dino Medanhodzic, Ali Jammali                                     | Englisch           | Täuschen                         | 1.251.962                           | Beitrag nicht in zweiter Runde      | Beitrag nicht in zweiter Runde      | Beitrag nicht in zweiter Runde      | Beitrag nicht in zweiter Runde      |      |
| 2.    | 6        | John Lundvik        | Änglavakt M/T: Anderz Wrethov, Elin Wrethov, Benjamin Rosenbohm, Fredrik Sonefors, John Lundvik                      | Schwedisch         | Engelswächter                    | 1.203.899                           | 778.736                             | 1.982.635                           | 21,4 %                              | 92                                  |      |
| 3.    | 4        | Alvaro Estrella     | Suave M/T: Linnea Deb, Jimmy „Joker“ Thörnfeldt, Joy Deb, Alvaro Estrella                                            | Englisch, Spanisch | Sanft                            | 1.101.316                           | 632.112                             | 1.733.428                           | 18,7 %                              | 69                                  |      |
| 4.    | 7        | Tone Sekelius       | My Way M/T: Anderz Wrethov, Tone Sekelius                                                                            | Englisch           | Mein Weg                         | 0946.861                            | 671.065                             | 1.617.926                           | 17,5 %                              | 62                                  |      |
| 5.    | 3        | Samira Manners      | I Want To Be Loved M/T: Samira Manners, Fredrik Andersson                                                            | Englisch           | Ich möchte geliebt werden        | 0918.801                            | 483.416                             | 1.402.217                           | 15,1 %                              | 35                                  |      |
| 6.    | 5        | Browsing Collection | Face In The Crowd M/T: Carolina Karlsson, Mimi Brander, Moa Lenngren, Nora Lenngren, Sandra Bjurman, Jimmy Wahlsteen | Englisch           | Gesicht im Publikum              | 0934.656                            | 488.204                             | 1.422.860                           | 15,4 %                              | 33                                  |      |
| 7.    | 2        | Niello & Lisa Ajax  | Tror du att jag bryr mig M/T: Yvonne Dahlbom, Niklas ”Niello” Grahn Linroth, Jesper Welander                         | Schwedisch         | Glaubst du, es interessiert mich | 0729.173                            | 394.603                             | 1.123.776                           | 12,1 %                              | 21                                  |      |

 Kandidat hat sich für das Finale qualifiziert.
 Kandidat hat sich für das Semifinal qualifiziert.
| Startnr. | Interpret           | 3–9 Jahre | 3–9 Jahre | 10–15 Jahre | 10–15 Jahre | 16–29 Jahre | 16–29 Jahre | 30–44 Jahre | 30–44 Jahre | 45–59 Jahre | 45–59 Jahre | 60–74 Jahre | 60–74 Jahre | ab 75 Jahren | ab 75 Jahren | Televoting | Televoting | Gesamt | Platz |
| Startnr. | Interpret           | Platz     | Punkte    | Platz       | Punkte      | Platz       | Punkte      | Platz       | Punkte      | Platz       | Punkte      | Platz       | Punkte      | Platz        | Punkte       | Platz      | Punkte     | Gesamt | Platz |
| -------- | ------------------- | --------- | --------- | ----------- | ----------- | ----------- | ----------- | ----------- | ----------- | ----------- | ----------- | ----------- | ----------- | ------------ | ------------ | ---------- | ---------- | ------ | ----- |
| 1        | Liamoo              |           |           |             |             |             |             |             |             |             |             |             |             |              |              |            |            | –      | 1.    |
| 2        | Niello & Lisa Ajax  | 2.        | 10        | 4.          | 5           | 6.          | 1           | 6.          | 1           | 6.          | 1           | 6.          | 1           | 6.           | 1            | 6.         | 1          | 21     | 7.    |
| 3        | Samira Manners      | 5.        | 3         | 5.          | 3           | 5.          | 3           | 5.          | 3           | 4.          | 5           | 4.          | 5           | 4.           | 5            | 3.         | 8          | 35     | 5.    |
| 4        | Alvaro Estrella     | 1.        | 12        | 2.          | 10          | 3.          | 8           | 2.          | 10          | 2.          | 10          | 3.          | 8           | 3.           | 8            | 5.         | 3          | 69     | 3.    |
| 5        | Browsing Collection | 4.        | 5         | 6.          | 1           | 4.          | 5           | 3.          | 8           | 5.          | 3           | 5.          | 3           | 5.           | 3            | 4.         | 5          | 33     | 6.    |
| 6        | John Lundvik        | 3.        | 8         | 1.          | 12          | 1.          | 12          | 1.          | 12          | 1.          | 12          | 1.          | 12          | 1.           | 12           | 1.         | 12         | 92     | 2.    |
| 7        | Tone Sekelius       | 6.        | 1         | 3.          | 8           | 2.          | 10          | 4.          | 5           | 3.          | 8           | 2.          | 10          | 2.           | 10           | 2.         | 10         | 62     | 4.    |

### Drittes Halbfinale

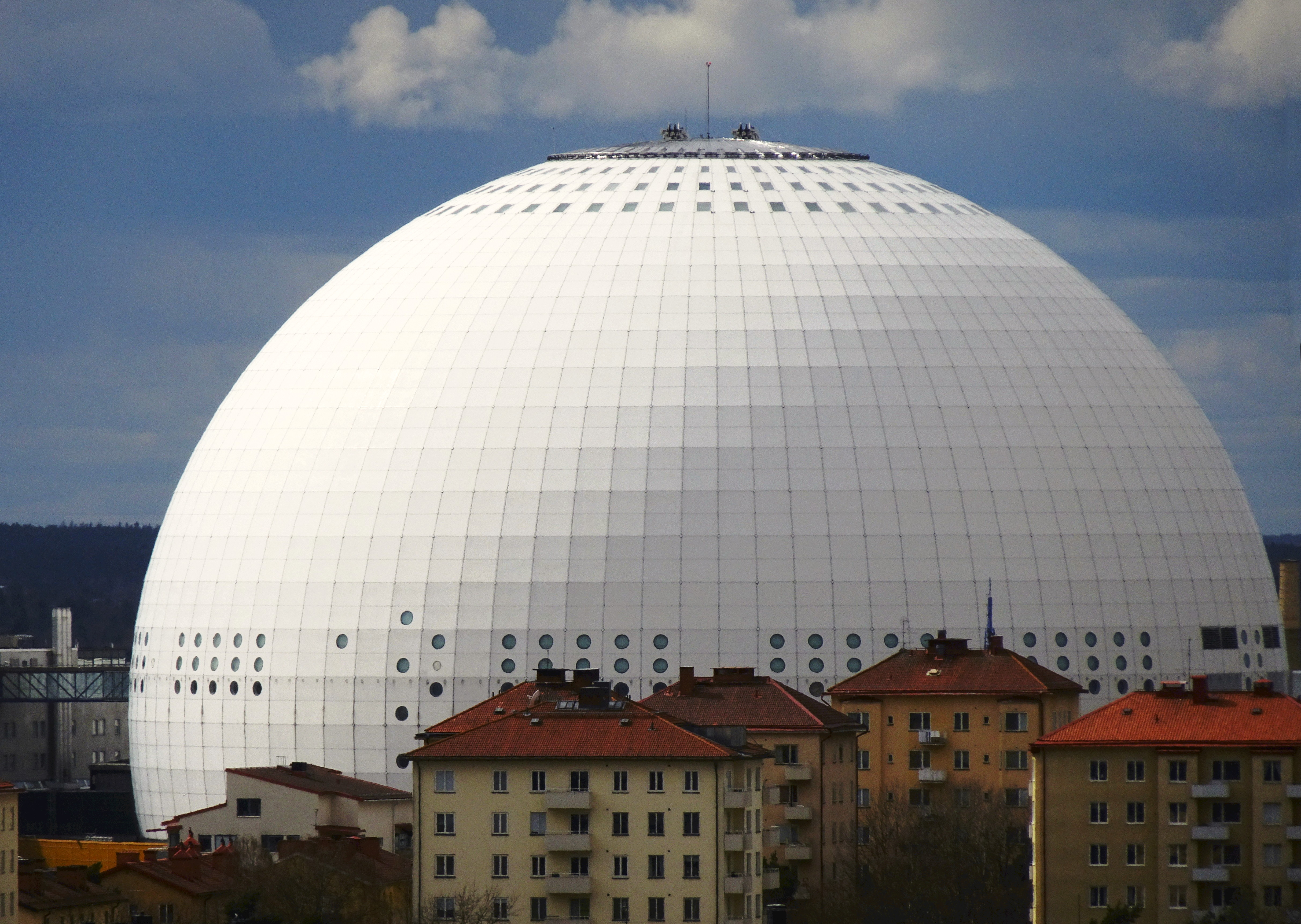
Avicii Arena

Das dritte Halbfinale (Deltävling 3) fand am 19. Februar 2022, 20:00 Uhr (MEZ) in der Avicii Arena in Stockholm statt. Neben Moderator Oscar Zia übernahm auch die schwedische Komikerin Johanna Nordström Teile der Moderation. Als Pausenfüller führte sie den Beitrag 12 poäng auf. Danach sang Oscar Zia eine bearbeitete Version seines Liedes Human, welches 2016 den zweiten Platz beim Melodifestivalen belegte.
Insgesamt 556.791 Telefongeräte beteiligten sich an der Abstimmung und noch mehr als im zweiten Halbfinale.
| Platz | Startnr. | Interpret       | Lied Musik (M) und Text (T)                                                            | Sprache    | Übersetzung (inoffiziell)    | Zuschauerstimmen (Televoting & App) | Zuschauerstimmen (Televoting & App) | Zuschauerstimmen (Televoting & App) | Zuschauerstimmen (Televoting & App) | Zuschauerstimmen (Televoting & App) | Bild |
| Platz | Startnr. | Interpret       | Lied Musik (M) und Text (T)                                                            | Sprache    | Übersetzung (inoffiziell)    | Stimmen (Erste Runde)               | Stimmen (Zweite Runde)              | Stimmen (Gesamt)                    | %                                   | Punkte                              | Bild |
| ----- | -------- | --------------- | -------------------------------------------------------------------------------------- | ---------- | ---------------------------- | ----------------------------------- | ----------------------------------- | ----------------------------------- | ----------------------------------- | ----------------------------------- | ---- |
| 1.    | 7        | Anders Bagge    | Bigger Than The Universe M/T: Anders Bagge, Jimmy Jansson, Peter Boström, Thomas G:son | Englisch   | Größer als das Universum     | 1.717.664                           | Beitrag nicht in zweiter Runde      | Beitrag nicht in zweiter Runde      | Beitrag nicht in zweiter Runde      | Beitrag nicht in zweiter Runde      |      |
| 2.    | 5        | Faith Kakembo   | Freedom M/T: Laurell Barker, Anderz Wrethov, Palle Hammarlund, Faith Kakembo           | Englisch   | Freiheit                     | 1.076.213                           | 685.512                             | 1.761.725                           | 22,7 %                              | 79                                  |      |
| 3.    | 3        | Lisa Miskovsky  | Best To Come M/T: Lisa Miskovsky, David Lindgren Zacharias                             | Englisch   | Das Beste kommt noch         | 0885.647                            | 551.025                             | 1.436.672                           | 18,5 %                              | 75                                  |      |
| 4.    | 1        | Cazzi Opeia     | I Can’t Get Enough M/T: Bishat Araya, Jakob Redtzer, Cazzi Opeia, Paul Rey             | Englisch   | Ich kann nicht genug kriegen | 0814.904                            | 496.428                             | 1.311.332                           | 16,9 %                              | 67                                  |      |
| 5.    | 6        | Linda Bengtzing | Fyrfaldigt hurra! M/T: Thomas G:son, Linda Bengtzing, Myra Granberg, Daniel Jelldéus   | Schwedisch | Vielfaches Hurra!            | 0729.974                            | 404.576                             | 1.134.550                           | 14,6 %                              | 37                                  |      |
| 6.    | 2        | Lancelot        | Lyckligt slut M/T: Lancelot Hedman, Niklas Carson Mattsson                             | Schwedisch | Glückliches Ende             | 0701.151                            | 388.513                             | 1.089.664                           | 14,0 %                              | 35                                  |      |
| 7.    | 4        | Tribe Friday    | Shut Me Up M/T: Isak Gunnarsson, Robin Hanberger Pérez, Noah Deutschmann               | Englisch   | Mach mich leise              | 0665.176                            | 368.861                             | 1.034.037                           | 13,3 %                              | 19                                  |      |

 Kandidat hat sich für das Finale qualifiziert.
 Kandidat hat sich für das Semifinal qualifiziert.
| Startnr. | Interpret       | 3–9 Jahre | 3–9 Jahre | 10–15 Jahre | 10–15 Jahre | 16–29 Jahre | 16–29 Jahre | 30–44 Jahre | 30–44 Jahre | 45–59 Jahre | 45–59 Jahre | 60–74 Jahre | 60–74 Jahre | ab 75 Jahren | ab 75 Jahren | Televoting | Televoting | Gesamt | Platz |
| Startnr. | Interpret       | Platz     | Punkte    | Platz       | Punkte      | Platz       | Punkte      | Platz       | Punkte      | Platz       | Punkte      | Platz       | Punkte      | Platz        | Punkte       | Platz      | Punkte     | Gesamt | Platz |
| -------- | --------------- | --------- | --------- | ----------- | ----------- | ----------- | ----------- | ----------- | ----------- | ----------- | ----------- | ----------- | ----------- | ------------ | ------------ | ---------- | ---------- | ------ | ----- |
| 1        | Cazzi Opeia     | 1.        | 12        | 2.          | 10          | 4.          | 5           | 3.          | 8           | 3.          | 8           | 3.          | 8           | 3.           | 8            | 3.         | 8          | 67     | 4.    |
| 2        | Lancelot        | 4.        | 5         | 4.          | 5           | 3.          | 8           | 5.          | 3           | 5.          | 3           | 5.          | 3           | 5.           | 3            | 4.         | 5          | 35     | 6.    |
| 3        | Lisa Miskovsky  | 3.        | 8         | 3.          | 8           | 6.          | 1           | 2.          | 10          | 1.          | 12          | 1.          | 12          | 1.           | 12           | 1.         | 12         | 75     | 3.    |
| 4        | Tribe Friday    | 6.        | 1         | 6.          | 1           | 2.          | 10          | 6.          | 1           | 6.          | 1           | 6.          | 1           | 6.           | 1            | 5.         | 3          | 19     | 7.    |
| 5        | Faith Kakembo   | 5.        | 3         | 1.          | 12          | 1.          | 12          | 1.          | 12          | 2.          | 10          | 2.          | 10          | 2.           | 10           | 2.         | 10         | 79     | 2.    |
| 6        | Linda Bengtzing | 2.        | 10        | 5.          | 3           | 5.          | 3           | 4.          | 5           | 4.          | 5           | 4.          | 5           | 4.           | 5            | 6.         | 1          | 37     | 5.    |
| 7        | Anders Bagge    |           |           |             |             |             |             |             |             |             |             |             |             |              |              |            |            | –      | 1.    |

### Viertes Halbfinale

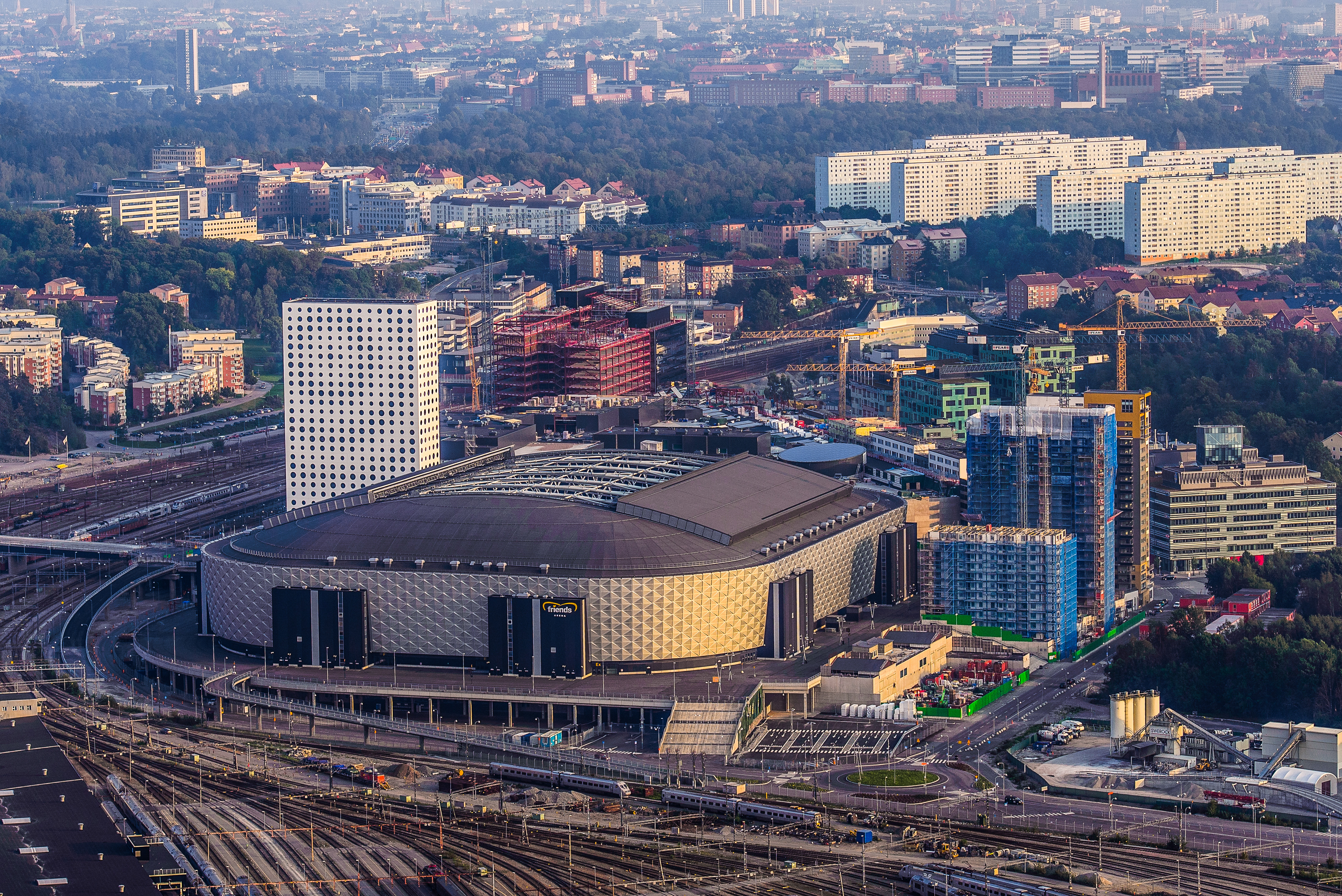
Friends Arena

Das vierte Halbfinale (Deltävling 4) fand am 26. Februar 2022, 20:00 Uhr (MEZ) in der Friends Arena in Solna statt. Eröffnet wurde die Sendung durch den Rapper Eye N' I, die DJ Eka Scratch und Oscar Zia mit dem Beitrag Publikpepp. Als Pausenfüller traten dann die ehemaligen Melodifestivalen-Teilnehmer Nano, Jessica Andersson und Nanne Grönvall zusammen mit Oscar Zia auf, um den Beitrag Mello Italiano aufzuführen. Dort sang jeder der vier Interpreten eines seiner Melodifestivalen Beiträge in Italienischer Sprache.
Insgesamt 534.683 Telefongeräte beteiligten sich an der Abstimmung und somit etwas weniger als im zweiten und dritten Halbfinale.
| Platz | Startnr. | Interpret         | Lied Musik (M) und Text (T)                                                                                | Sprache               | Übersetzung (inoffiziell)   | Zuschauerstimmen (Televoting & App) | Zuschauerstimmen (Televoting & App) | Zuschauerstimmen (Televoting & App) | Zuschauerstimmen (Televoting & App) | Zuschauerstimmen (Televoting & App) | Bild |
| Platz | Startnr. | Interpret         | Lied Musik (M) und Text (T)                                                                                | Sprache               | Übersetzung (inoffiziell)   | Stimmen (Erste Runde)               | Stimmen (Zweite Runde)              | Stimmen (Gesamt)                    | %                                   | Punkte                              | Bild |
| ----- | -------- | ----------------- | --- | --------------------- | --------------------------- | ----------------------------------- | ----------------------------------- | ----------------------------------- | ----------------------------------- | ----------------------------------- | ---- |
| 1.    | 7        | Klara Hammarström | Run to the Hills M/T: Jimmy „Joker“ Thörnfeldt, Julie Aagaard, Anderz Wrethov, Klara Hammarström           | Englisch              | Renne zu den Bergen         | 1.184.182                           | Beitrag nicht in zweiter Runde      | Beitrag nicht in zweiter Runde      | Beitrag nicht in zweiter Runde      | Beitrag nicht in zweiter Runde      |      |
| 2.    | 5        | Medina            | In i dimman M/T: Jimmy „Joker“ Thörnfeldt, Sami Rekik, Dino Medanhodzic, Ali Jammali                       | Schwedisch, Spanisch  | In den Nebel                | 1.071.508                           | 736.280                             | 1.807.788                           | 25,0 %                              | 84                                  |      |
| 3.    | 1        | Anna Bergendahl   | Higher Power M/T: Anna Bergendahl, Thomas G:son, Bobby Ljunggren, Erik Bernholm                            | Englisch              | Höhere Gewalt               | 0878.089                            | 519.678                             | 1.397.767                           | 19,3 %                              | 73                                  |      |
| 4.    | 2        | Lillasyster       | Till Our Days Are Over M/T: Jimmy Jansson, Palle Hammarlund, Ian-Paolo Lira, Martin Westerstrand           | Englisch              | Bis unsere Tage vorbei sind | 0921.658                            | 560.382                             | 1.482.040                           | 20,5 %                              | 65                                  |      |
| 5.    | 6        | Angelino          | The End M/T: Angelino Markenhorn, Julie Aagaard, Melanie Wehbe, Thomas Stengaard                           | Englisch              | Das Ende                    | 0679.799                            | 367.428                             | 1.047.227                           | 14,5 %                              | 37                                  |      |
| 6.    | 4        | Tenori            | La stella M/T: Dan Sundquist, Kristian Lagerström, Marcos Ubeda, Bobby Ljunggren, Sarah Börjesson Wassberg | Italienisch, Englisch | Der Stern                   | 0508.062                            | 259.361                             | 0767.423                            | 10,6 %                              | 37                                  |      |
| 7.    | 3        | Malin Christin    | Synd om dig M/T: Jonathan Lavotha, Oliver Heinänen, Malin Christin                                         | Schwedisch            | Tut mir leid für dich       | 520.201                             | 217.215                             | 737.416                             | 10,2 %                              | 16                                  |      |

 Kandidat hat sich für das Finale qualifiziert.
 Kandidat hat sich für das Semifinal qualifiziert.
| Startnr. | Interpret         | 3–9 Jahre | 3–9 Jahre | 10–15 Jahre | 10–15 Jahre | 16–29 Jahre | 16–29 Jahre | 30–44 Jahre | 30–44 Jahre | 45–59 Jahre | 45–59 Jahre | 60–74 Jahre | 60–74 Jahre | ab 75 Jahren | ab 75 Jahren | Televoting | Televoting | Gesamt | Platz |
| Startnr. | Interpret         | Platz     | Punkte    | Platz       | Punkte      | Platz       | Punkte      | Platz       | Punkte      | Platz       | Punkte      | Platz       | Punkte      | Platz        | Punkte       | Platz      | Punkte     | Gesamt | Platz |
| -------- | ----------------- | --------- | --------- | ----------- | ----------- | ----------- | ----------- | ----------- | ----------- | ----------- | ----------- | ----------- | ----------- | ------------ | ------------ | ---------- | ---------- | ------ | ----- |
| 1        | Anna Bergendahl   | 3.        | 8         | 3.          | 8           | 4.          | 5           | 3.          | 8           | 3.          | 8           | 1.          | 12          | 1.           | 12           | 1.         | 12         | 73     | 3.    |
| 2        | Lillasyster       | 2.        | 10        | 2.          | 10          | 2.          | 10          | 2.          | 10          | 1.          | 12          | 4.          | 5           | 5.           | 3            | 4.         | 5          | 65     | 4.    |
| 3        | Malin Christin    | 4.        | 5         | 5.          | 3           | 6.          | 1           | 5.          | 3           | 6.          | 1           | 6.          | 1           | 6.           | 1            | 6.         | 1          | 16     | 7.    |
| 4        | Tenori            | 6.        | 1         | 6.          | 1           | 5.          | 3           | 6.          | 1           | 5.          | 3           | 2.          | 10          | 2.           | 10           | 3.         | 8          | 37     | 6.    |
| 5        | Medina            | 1.        | 12        | 1.          | 12          | 1.          | 12          | 1.          | 12          | 2.          | 10          | 3.          | 8           | 3.           | 8            | 2.         | 10         | 84     | 2.    |
| 6        | Angelino          | 5.        | 3         | 4.          | 5           | 3.          | 8           | 4.          | 5           | 4.          | 5           | 5.          | 3           | 4.           | 5            | 5.         | 3          | 37     | 5.    |
| 7        | Klara Hammarström |           |           |             |             |             |             |             |             |             |             |             |             |              |              |            |            | –      | 1.    |

## Semifinal

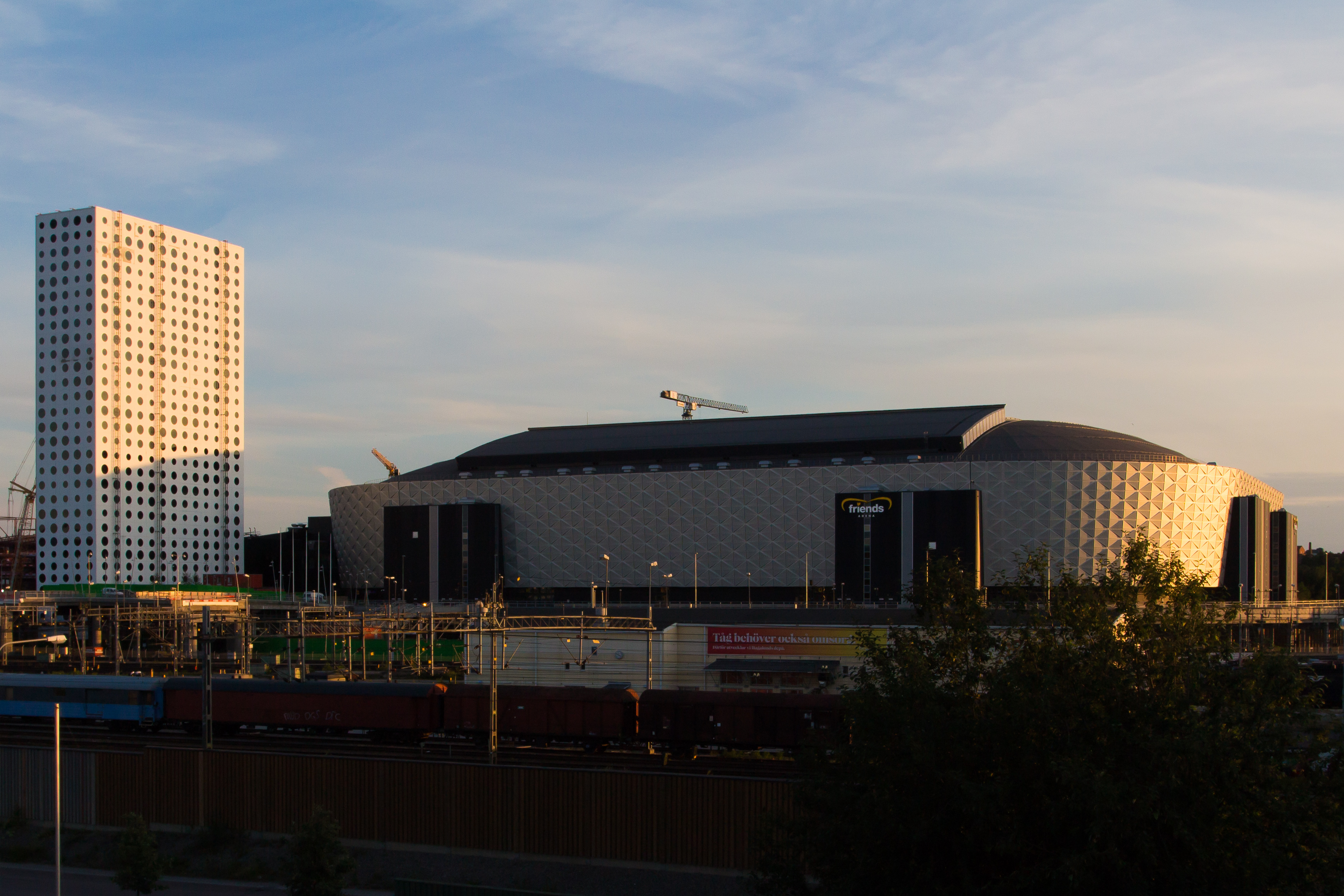
Friends Arena

Das Semifinal fand am 5. März 2022, 20:00 Uhr (MEZ) in der Friends Arena in Solna statt. Für das Semifinal qualifizierten sich die jeweils die dritten und vierten Plätze der vergangenen vier Halbfinale. Die Auslosung der zwei Gruppen und auch damit der Startreihenfolge fand am 1. März 2022 um 12:00 Uhr (MEZ) statt. Die zwei Beiträge mit den meisten Punkten pro Gruppe erreichten das Finale.
| Gruppe | Platz | Startnr. | Halb- finale | Interpret       | Lied Musik (M) und Text (T)                                                                         | Sprache            | Übersetzung (inoffiziell)    | Zuschauerstimmen (Televoting & App) | Zuschauerstimmen (Televoting & App) | Zuschauerstimmen (Televoting & App) |
| Gruppe | Platz | Startnr. | Halb- finale | Interpret       | Lied Musik (M) und Text (T)                                                                         | Sprache            | Übersetzung (inoffiziell)    | Stimmen                             | %                                   | Punkte                              |
| ------ | ----- | -------- | ------------ | --------------- | --------------------------------------------------------------------------------------------------- | ------------------ | ---------------------------- | ----------------------------------- | ----------------------------------- | ----------------------------------- |
| I      | 1.    | 1        | 2            | Tone Sekelius   | My Way M/T: Anderz Wrethov, Tone Sekelius                                                           | Englisch           | Mein Weg                     | 1.185.407                           | 31,7 %                              | 86                                  |
| I      | 2.    | 4        | 4            | Anna Bergendahl | Higher Power M/T: Anna Bergendahl, Thomas G:son, Bobby Ljunggren, Erik Bernholm                     | Englisch           | Höhere Gewalt                | 0863.838                            | 23,1 %                              | 77                                  |
| I      | 3.    | 2        | 2            | Alvaro Estrella | Suave M/T: Linnea Deb, Jimmy „Joker“ Thörnfeldt, Joy Deb, Alvaro Estrella                           | Englisch, Spanisch | Sanft                        | 1.045.540                           | 28,0 %                              | 71                                  |
| I      | 4.    | 3        | 1            | Danne Stråhed   | Hallabaloo M/T: Danne Stråhed, Fredrik Andersson, Erik Stenhammar                                   | Schwedisch         | –                            | 0640.928                            | 17,2 %                              | 46                                  |
|        |       |          |              |                 | |                    |                              |                                     |                                     |                                     |
| II     | 1.    | 4        | 3            | Cazzi Opeia     | I Can’t Get Enough M/T: Bishat Araya, Jakob Redtzer, Cazzi Opeia, Paul Rey                          | Englisch           | Ich kann nicht genug kriegen | 844.189                             | 24,0 %                              | 76                                  |
| II     | 2.    | 1        | 1            | Theoz           | Som du vill M/T: Tobias Lundgren, Axel Schylström, Tim Larsson, Elize Ryd, Jimmy „Joker“ Thörnfeldt | Schwedisch         | Wie du möchtest              | 968.353                             | 27,5 %                              | 71                                  |
| II     | 3.    | 2        | 3            | Lisa Miskovsky  | Best To Come M/T: Lisa Miskovsky, David Lindgren Zacharias                                          | Englisch           | Das Beste kommt noch         | 898.141                             | 25,5 %                              | 68                                  |
| II     | 4.    | 3        | 4            | Lillasyster     | Till Our Days Are Over M/T: Jimmy Jansson, Palle Hammarlund, Ian-Paolo Lira, Martin Westerstrand    | Englisch           | Bis unsere Tage vorbei sind  | 813.402                             | 23,1 %                              | 65                                  |

 Kandidat hat sich für das Finale qualifiziert.
| Startnr. | Interpret       | 3–9 Jahre | 3–9 Jahre | 10–15 Jahre | 10–15 Jahre | 16–29 Jahre | 16–29 Jahre | 30–44 Jahre | 30–44 Jahre | 45–59 Jahre | 45–59 Jahre | 60–74 Jahre | 60–74 Jahre | ab 75 Jahren | ab 75 Jahren | Televoting | Televoting | Gesamt |
| Startnr. | Interpret       | Platz     | Punkte    | Platz       | Punkte      | Platz       | Punkte      | Platz       | Punkte      | Platz       | Punkte      | Platz       | Punkte      | Platz        | Punkte       | Platz      | Punkte     | Gesamt |
| -------- | --------------- | --------- | --------- | ----------- | ----------- | ----------- | ----------- | ----------- | ----------- | ----------- | ----------- | ----------- | ----------- | ------------ | ------------ | ---------- | ---------- | ------ |
| 1        | Tone Sekelius   | 2.        | 10        | 1.          | 12          | 1.          | 12          | 1.          | 12          | 2.          | 10          | 2.          | 10          | 2.           | 10           | 2.         | 10         | 86     |
| 2        | Alvaro Estrella | 1.        | 12        | 2.          | 10          | 2.          | 10          | 2.          | 10          | 3.          | 8           | 3.          | 8           | 3.           | 8            | 4.         | 5          | 71     |
| 3        | Danne Stråhed   | 3.        | 8         | 4.          | 5           | 4.          | 5           | 4.          | 5           | 4.          | 5           | 4.          | 5           | 4.           | 5            | 3.         | 8          | 46     |
| 4        | Anna Bergendahl | 4.        | 5         | 3.          | 8           | 3.          | 8           | 3.          | 8           | 1.          | 12          | 1.          | 12          | 1.           | 12           | 1.         | 12         | 77     |
| 1        | Theoz           | 1.        | 12        | 1.          | 12          | 1.          | 12          | 1.          | 12          | 4.          | 5           | 4.          | 5           | 3.           | 8            | 4.         | 5          | 71     |
| 2        | Lisa Miskovsky  | 4.        | 5         | 4.          | 5           | 4.          | 5           | 4.          | 5           | 1.          | 12          | 1.          | 12          | 1.           | 12           | 1.         | 12         | 68     |
| 3        | Lillasyster     | 3.        | 8         | 3.          | 8           | 2.          | 10          | 2.          | 10          | 3.          | 8           | 3.          | 8           | 4.           | 5            | 3.         | 8          | 65     |
| 4        | Cazzi Opeia     | 2.        | 10        | 2.          | 10          | 3.          | 8           | 3.          | 8           | 2.          | 10          | 2.          | 10          | 2.           | 10           | 2.         | 10         | 76     |

## Finale

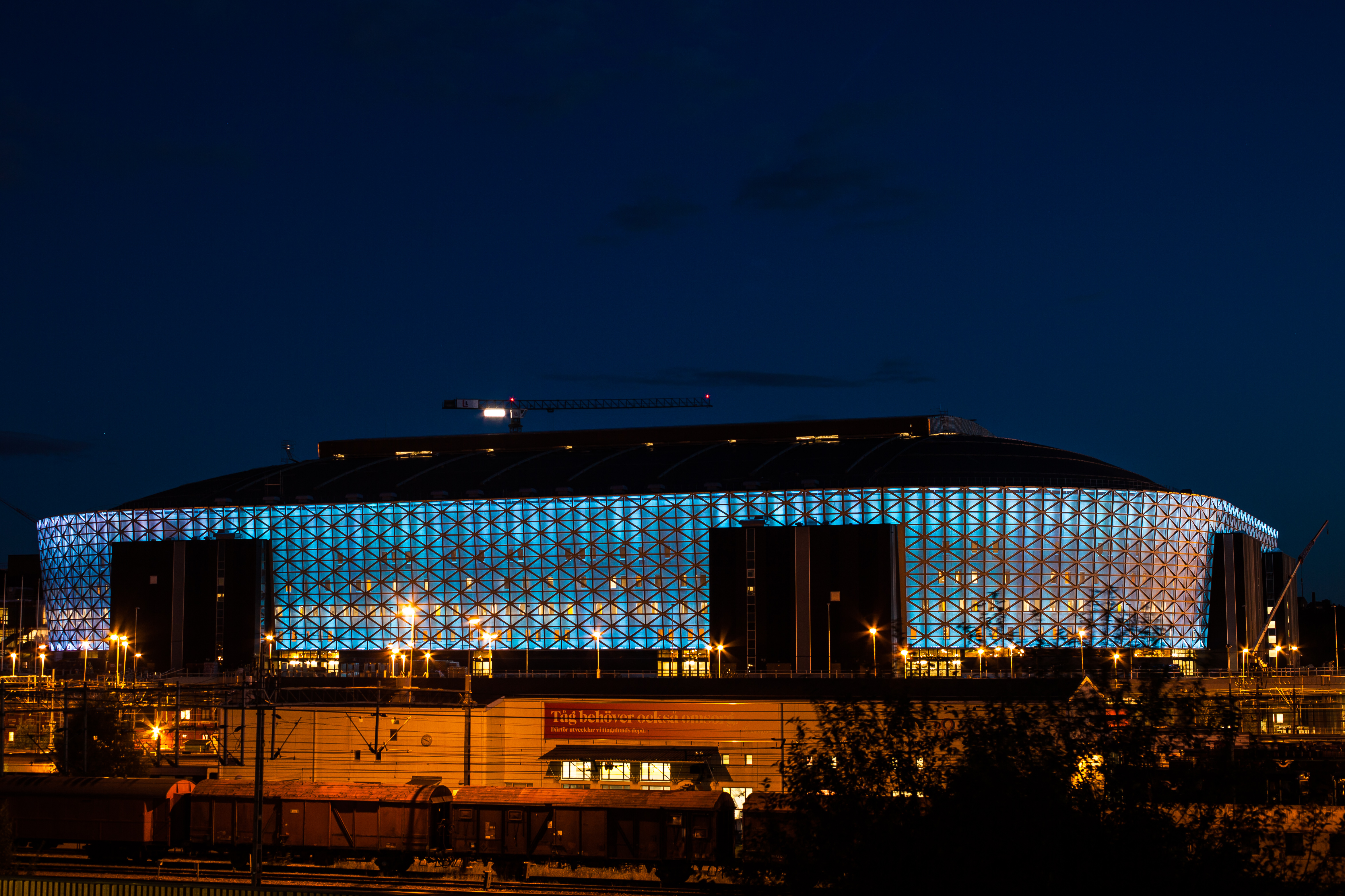
Friends Arena

Das Finale fand am 12. März 2022, 20:00 Uhr (MEZ) in der Friends Arena in Solna statt.
| Platz | Startnr. | Interpret         | Lied Musik (M) und Text (T)                                                                                | Sprache              | NL | FI | ES | AU | CZ | IR | IS | IT | Jury Gesamt | Zuschauerstimmen (Televoting & App) | Zuschauerstimmen (Televoting & App) | Zuschauerstimmen (Televoting & App) | Gesamt |
| Platz | Startnr. | Interpret         | Lied Musik (M) und Text (T)                                                                                | Sprache              | NL | FI | ES | AU | CZ | IR | IS | IT | Jury Gesamt | Stimmen                             | %                                   | Punkte                              | Gesamt |
| --- | -------- | ----------------- | --- | -------------------- | -- | -- | -- | -- | -- | -- | -- | -- | ----------- | ----------------------------------- | ----------------------------------- | ----------------------------------- | ------ |
| 01. | 10       | Cornelia Jakobs   | Hold Me Closer M/T: Isa Molin, David Zandén, Cornelia Jakobsdotter                                         | Englisch             | 10 | 10 | 12 | 12 | –  | 8  | 12 | 12 | 76          | 2.937.401                           | 13,1 %                              | 70                                  | 146    |
| 02. | 6        | Anders Bagge      | Bigger Than The Universe M/T: Anders Bagge, Jimmy Jansson, Peter Boström, Thomas G:son                     | Englisch             | 2  | –  | 6  | 4  | 10 | 2  | –  | 7  | 31          | 3.464.137                           | 15,4 %                              | 90                                  | 121    |
| 03. | 12       | Medina            | In i dimman M/T: Jimmy „Joker“ Thörnfeldt, Sami Rekik, Dino Medanhodzic, Ali Jammali                       | Schwedisch, Spanisch | 12 | 4  | 8  | 10 | 3  | 1  | 10 | 5  | 53          | 2.129.113                           | 09,5 %                              | 56                                  | 109    |
| 04. | 9        | Liamoo            | Bluffin M/T: Jimmy „Joker“ Thörnfeldt, Sami Rekik, Dino Medanhodzic, Ali Jammalii                          | Englisch             | 8  | 8  | 7  | 5  | 7  | 12 | 8  | 10 | 65          | 1.506.098                           | 06,7 %                              | 26                                  | 91     |
| 05. | 5        | Tone Sekelius     | My Way M/T: Anderz Wrethov, Tone Sekelius                                                                  | Englisch             | 4  | 6  | 1  | 2  | 4  | 6  | 4  | 4  | 31          | 2.113.374                           | 09,4 %                              | 53                                  | 84     |
| 06. | 1        | Klara Hammarström | Run to the Hills M/T: Jimmy „Joker“ Thörnfeldt, Julie Aagaard, Anderz Wrethov, Klara Hammarström           | Englisch             | –  | 2  | 5  | 3  | 5  | 3  | 3  | 6  | 27          | 2.409.631                           | 10,7 %                              | 56                                  | 83     |
| 07. | 2        | Theoz             | Som du vill M/T: Tobias Lundgren, Axel Schylström, Tim Larsson, Elize Ryd, Jimmy „Joker“ Thörnfeldt        | Schwedisch           | 5  | 7  | 2  | 1  | 12 | 5  | 7  | –  | 39          | 1.594.285                           | 07,1 %                              | 26                                  | 65     |
| 08. | 4        | John Lundvik      | Änglavakt M/T: Anderz Wrethov, Elin Wrethov, Benjamin Rosenbohm, Fredrik Sonefors, John Lundvik            | Schwedisch           | 6  | 12 | 4  | 7  | 6  | –  | 5  | 3  | 43          | 1.324.091                           | 05,9 %                              | 17                                  | 60     |
| 09. | 11       | Cazzi Opeia       | I Can’t Get Enough M/T: Bishat Araya, Jakob Redtzer, Cazzi Opeia, Paul Rey                                 | Englisch             | 3  | 3  | –  | 6  | 1  | 4  | 1  | 8  | 26          | 1.488.320                           | 06,6 %                              | 29                                  | 55     |
| 10. | 8        | Faith Kakembo     | Freedom M/T: Laurell Barker, Anderz Wrethov, Palle Hammarlund, Faith Kakembo                               | Englisch             | 7  | 5  | –  | 8  | 2  | 7  | 2  | 2  | 32          | 1.268.069                           | 05,6 %                              | 18                                  | 51     |
| 11. | 7        | Robin Bengtsson   | Innocent Love M/T: David Lindgren Zacharias, Victor Sjöström, Victor Crone, Viktor Broberg, Sebastian Atas | Englisch             | 1  | 1  | 3  | –  | 8  | 10 | 6  | –  | 29          | 1.157.117                           | 05,2 %                              | 5                                   | 34     |
| 12. | 3        | Anna Bergendahl   | Higher Power M/T: Anna Bergendahl, Thomas G:son, Bobby Ljunggren, Erik Bernholm                            | Englisch             | –  | –  | 10 | –  | –  | –  | –  | 1  | 11          | 1.056.035                           | 04,7 %                              | 18                                  | 29     |
| Jury-Punktesprecher |          |                   | |                      |    |    |    |    |    |    |    |    |             |                                     |                                     |                                     |        |
| - – Lars Lourenco - – Sophia Wekesa - – Eva Mora - – Paul Clarke - – Filip Vlček - – Neil Doherty - – Tali Eshkoli - – Marta Cagnola |          |                   | |                      |    |    |    |    |    |    |    |    |             |                                     |                                     |                                     |        |

| Startnr. | Interpret         | 3–9 Jahre | 3–9 Jahre | 10–15 Jahre | 10–15 Jahre | 16–29 Jahre | 16–29 Jahre | 30–44 Jahre | 30–44 Jahre | 45–59 Jahre | 45–59 Jahre | 60–74 Jahre | 60–74 Jahre | ab 75 Jahren | ab 75 Jahren | Televoting | Televoting | Gesamt |
| Startnr. | Interpret         | Platz     | Punkte    | Platz       | Punkte      | Platz       | Punkte      | Platz       | Punkte      | Platz       | Punkte      | Platz       | Punkte      | Platz        | Punkte       | Platz      | Punkte     | Gesamt |
| -------- | ----------------- | --------- | --------- | ----------- | ----------- | ----------- | ----------- | ----------- | ----------- | ----------- | ----------- | ----------- | ----------- | ------------ | ------------ | ---------- | ---------- | ------ |
| 1        | Klara Hammarström | 2.        | 10        | 2.          | 10          | 5.          | 6           | 3.          | 8           | 3.          | 8           | 7.          | 4           | 6.           | 5            | 6.         | 5          | 56     |
| 2        | Theoz             | 1.        | 12        | 6.          | 5           | 7.          | 4           | 7.          | 4           | 12.         | 0           | 12.         | 0           | 12.          | 0            | 10.        | 1          | 26     |
| 3        | Anna Bergendahl   | 11.       | 0         | 12.         | 0           | 12.         | 0           | 12.         | 0           | 10.         | 1           | 4.          | 7           | 3.           | 8            | 9.         | 2          | 18     |
| 4        | John Lundvik      | 9.        | 2         | 9.          | 2           | 9.          | 2           | 9.          | 2           | 8.          | 3           | 9.          | 2           | 7.           | 4            | 11.        | 0          | 17     |
| 5        | Tone Sekelius     | 5.        | 6         | 3.          | 8           | 4.          | 7           | 5.          | 6           | 6.          | 5           | 3.          | 8           | 5.           | 6            | 4.         | 7          | 53     |
| 6        | Anders Bagge      | 3.        | 8         | 1.          | 12          | 2.          | 10          | 1.          | 12          | 1.          | 12          | 1.          | 12          | 1.           | 12           | 1.         | 12         | 90     |
| 7        | Robin Bengtsson   | 7.        | 4         | 11.         | 0           | 11.         | 0           | 10.         | 1           | 11.         | 0           | 11.         | 0           | 11.          | 0            | 12.        | 0          | 5      |
| 8        | Faith Kakembo     | 12.       | 0         | 7.          | 4           | 8.          | 3           | 11.         | 0           | 9.          | 2           | 8.          | 3           | 8.           | 3            | 8.         | 3          | 18     |
| 9        | Liamoo            | 6.        | 5         | 8.          | 3           | 6.          | 5           | 8.          | 3           | 7.          | 4           | 10.         | 1           | 10.          | 1            | 7.         | 4          | 26     |
| 10       | Cornelia Jakobs   | 10.       | 1         | 4.          | 7           | 1.          | 12          | 2.          | 10          | 2.          | 10          | 2.          | 10          | 2.           | 10           | 2.         | 10         | 70     |
| 11       | Cazzi Opeia       | 8.        | 3         | 10.         | 1           | 10.         | 1           | 6.          | 5           | 5.          | 6           | 6.          | 5           | 9.           | 2            | 5.         | 6          | 29     |
| 12       | Medina            | 4.        | 7         | 5.          | 6           | 3.          | 8           | 4.          | 7           | 4.          | 7           | 5.          | 6           | 4.           | 7            | 3.         | 8          | 56     |

## Preparty

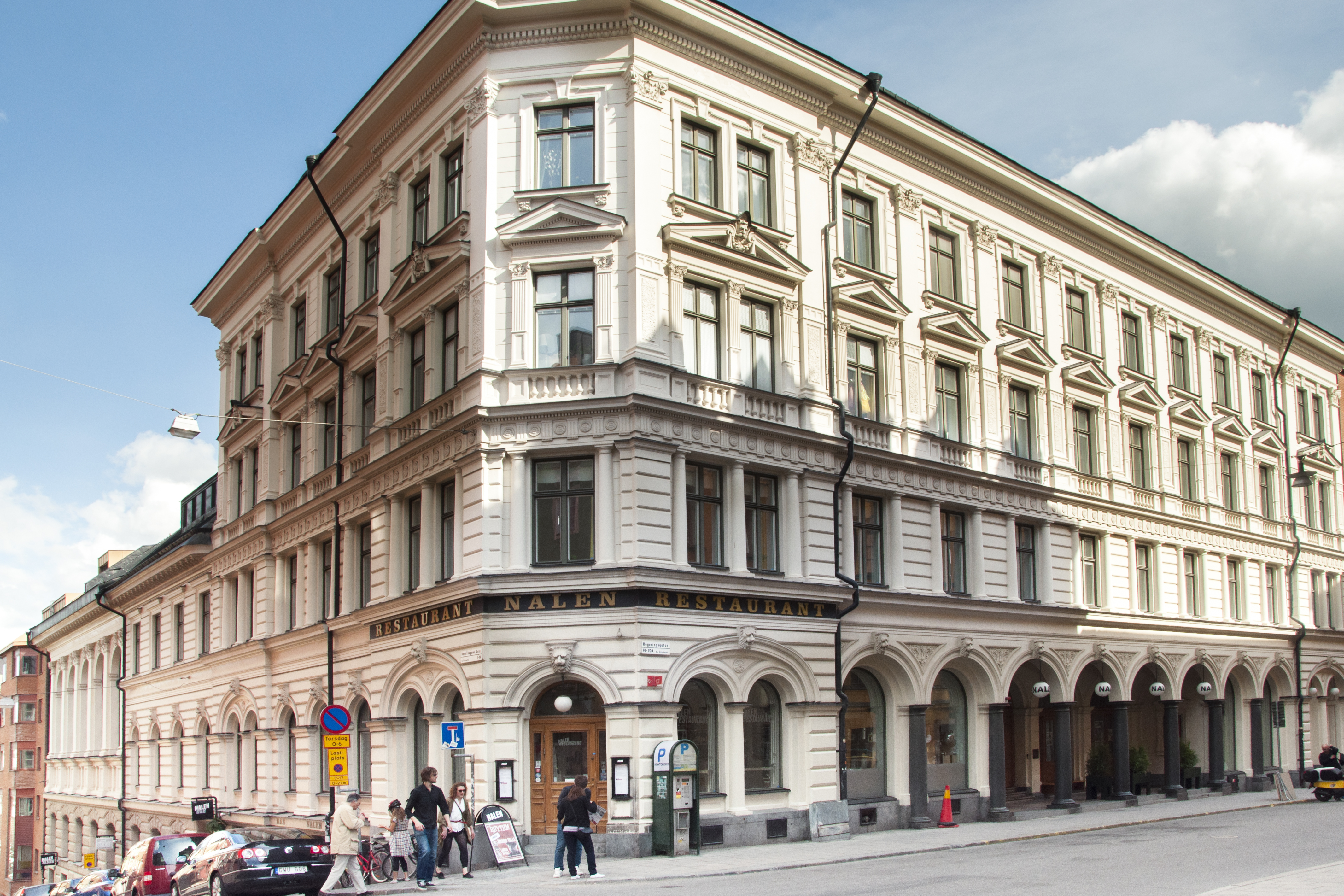
Nalen, der Veranstaltungsort des Melfest WKND

Durch den schwedischen ESC-Fanclub Melodifestivalklubben OGAE Sweden wurde am 11. März 2022, dem Freitagabend vor dem Finale in der Stockholmer Veranstaltungshalle Nalen eine Preparty innerhalb des Melfest WKND veranstaltet. Neben Teilnehmern des Eurovision Song Contest 2022 nahmen auch ehemalige Melodifestivalen-Teilnehmer voriger Jahre sowie mit Aidan Cassar auch ein Teilnehmer eines Vorentscheids eines anderen Landes teil. Als Teilnehmer waren vor Ort:
- Aidan Cassar (Malta Eurovision Song Contest 2022)
- Dotter (Melodifestivalen 2018, 2020, 2021)
- Malik Harris ( Deutschland 2022)
- Nanne Grönvall ( Schweden 1996, Melodifestivalen 1986, 1987, 1998, 2003, 2005, 2007, 2020)
- Sahlene ( Estland 2002, Eesti Laul 2022, Melodifestivalen 2003, 2006, 2009)
- Vladana ( Montenegro 2022)